# Alice Dunbar Nelson
Alice Dunbar Nelson (ur. 19 lipca 1875, zm. 18 września 1935) – amerykańska poetka, publicystka, aktywistka polityczna.

## Życiorys
Alice Dunbar Nelson urodziła się jako Alice Ruth Moore 19 lipca 1875 w Nowym Orleanie. Jej rodzicami byli Joseph Moore i Patricia Wright. Ojciec był marynarzem we flocie handlowej, a matka pracowała jako szwaczka. Alice chodziła do Straight College w Nowym Orleanie. Ukończyła tę szkołę w wieku 15 lat. W wolnych chwilach redagowała rubrykę kobiecą w piśmie New Orleans Journal of the Lodge i grała na wiolonczeli i mandolinie. W 1898 wyszła po raz pierwszy za mąż za poetę Paula Laurence’a Dunbara. Rozstała się z nim w 1902. Potem jeszcze dwa razy brała ślub, najpierw w 1910 z Henrym Arthurem Callisem, a w 1916 z Robertem J. Nelsonem. Zmarła 18 września 1935 w Filadelfii.

## Twórczość
Alice Dunbar Nelson pisała prozę i poezję. W 1895 wydała pod panieńskim nazwiskiem tom opowiadań Violets and Other Tales. Opublikowała też zbiorek wierszy Harvest-Tide and Other Poems (1920). Do jej najbardziej znanych wierszy należy utwór I Sit and Sew.